# Cantagiro 1967
Il Cantagiro 1967 fu l'edizione del 1967 dell'omonima manifestazione canora che si svolse dal 21 giugno all'8 luglio 1967 e presentata da Nuccio Costa con Walter Chiari nel ruolo di direttore di gara.

## Luoghi della manifestazione
Partì da Catania e successivamente si svolse nelle città di cui l'ordine: Siracusa, Messina, Palermo, Rimini, Ancona, Macerata e Pescara. La città dove si svolse la finale fu Fiuggi.

## Elenco delle canzoni

### Girone A
non c'è classifica
- Adriano Celentano - Tre passi avanti
- Bobby Solo - Non c'è più niente da fare
- Carmelo Pagano - Va
- Dino - Io mi sveglio a mezzogiorno
- Edoardo Vianello - Povero lui
- Gianni Pettenati - Un cavallo nella testa
- Gino Santercole - Questo vecchio pazzo mondo
- Little Tony - Peggio per me
- Los Marcellos Ferial - I Vasa e i Mamia (Per una capra)
- Mario Zelinotti - Tutti vogliono andare in cielo
- Milena Cantù - Ombra
- Nico Fidenco e Fulvia - Qualche stupido ti amo (Somethin' Stupid)
- Nicola Di Bari - Giramondo
- Patty Pravo - Qui e là
- Ricky Shayne - Come Moby Dick
- Riki Maiocchi - Prendi fra le mani la testa
- Rita Pavone - Questo nostro amore
- Wilma Goich - Se stasera sono qui

### Girone B
- Massimo Ranieri - Pietà per chi ti ama
- Armando Savini - Uno fra tanti
- Brenda Bis - Per vivere insieme
- Emilio Roy - Un po' di pace
- Frankie & i Rogers - Chiedimi tutto
- Ico Cerutti - È ritornato l'uomo del banjo
- Jonathan & Michelle - Occhiali da sole
- Le Pecore Nere - Ricordo un ragazzo
- La Nuova Cricca - T'accarezzerò se tu vorrai
- Luisa Casali - Il momento della verità
- Maria Simone - Voglio dir la verità (La famille)
- Martò - Hey Joe
- Mauro Lusini - La mia chitarra
- Mino Reitano - Quando cerco una donna
- Paulo Zavattero - Tante notti bianche
- Pilade - La legge del menga
- Roberta Amadei - Accipicchia l'Angelicchia
- Roby Crispiano - A piedi scalzi
- Romolo - Ciao amici

### Girone C
- The Motowns - 
Prendi la chitarra e vai
- Camaleonti - Non c'è niente di nuovo
- Dik Dik - Il mondo è con noi
- Funamboli - Ipotesi negativa
- I Giganti - Io e il Presidente
- I 4 del Sud - La marcia della gioventù - Stasera Pregherò
- I Ribelli - Pugni chiusi
- Rokketti - Black Time
- Les Sauterelles - Aiuto! Va sempre male
- Nomadi - Dio è morto (se Dio muore, è per tre giorni poi risorge)
- Patrick Samson Set - Io e il tempo
- The Primitives - Yeeeeeh!
- The Renegades - Uomo solo
- The Sorrows - Verde, rosso, giallo e blu
- Tony Mark & the Markman - Ah!ah!quanti clown